# カワサキ・ZXR
カワサキ・ZXR(ゼットエックスアール)とは、川崎重工業(後の川崎重工業モーターサイクル&エンジンカンパニー、現：カワサキモータース)が製造・販売していたオートバイのシリーズ車種名である。競技用ワークスマシンであるZXR-7・ZXR-4のレプリカで、エンジンの排気量別に750cc・400cc・250ccがある。

## モデル一覧

### ZXR250
ZXR250は水冷4サイクルDOHC16バルブ4気筒エンジンを完全新設計して1989年に発売された。4ストロークエンジン搭載の250 ccレーサーレプリカタイプの中で唯一ラムエアシステムが搭載されている。エンジンのレットゾーン開始回転数は1万9,000 rpmとホンダ・CBR250RRなどと並んで量産されている市販車としては最高の回転数であった。1993年にメーカーによる出力自主規制が行われ、最高出力が45PSから40PSへと出力が引き下げられた。前期型のA型は独立2灯丸目ヘッドライト、後期型のC型は一体型2灯ヘッドライトが装備される。
1995年に生産終了となっているが、同系統のエンジン(ZX250CE)は1991年発売のバリオスに引き継がれた。

### ZXR250R
レース出場用のベースマシンとしてスポーツ走行性能をさらに高めた特別仕様車である。ZXR250RとZXR250の相違点は、ケーヒン製CVKD32の大口径キャブレターとクロスミッションを搭載している。
型式については、1989年式はZX250B1、1990年式はZX250B2、1991年式はZX250D1となる。
一方、フレームナンバーについてはSTDモデルのZXR250と同じであるものの「ZX250(A/C)-3*****」のようにフレームナンバーが3から始まっている。
また、リアサスペンションについては、B1とB2は減衰力調整機構付きのリアサスペンションを搭載し、D1はリザーバータンク付きの調整式リアサスペンションを搭載している。
設定色については、B1、B2はLIME GREEN/ BLUE 24/PEARL ALPINE WHITE(DZ)
D1はLIME GREEN/PEARL ALPINE WHITE/BLUE36(KE)のみとなる。
外装についてはB1型はリアカウルに「SPORTS PRODUCTION」と書かれたステッカーが貼ってあり、B2型はサイドカウル下に「SP SPORTS PRODUCTION」と書かれたステッカーが貼られている。

D1型は、「250R」と書かれたステッカーがリアカウルに貼ってある。なお、STDモデルは「ZXR250」となる。

### ZXR400
ZXR400は1989年にZX-4からフルモデルチェンジし、TT-F3クラスのカワサキ・ワークスマシンZXR-4のレーサーレプリカとして発売された。ZXRシリーズ最大の特徴であるK-CAS(カワサキ・クール・エア・システム)を採用しておりアッパーカウルの左右からダクトよりエンジンシリンダーヘッド部分へ直接新気を送込みエンジンの冷却を促進するシステムである。通常モデルのZXR400、スポーツプロダクション仕様のZXR400R、日本国外向けの輸出仕様がある。輸出仕様の後期型で65PS/13000rpm・3.6kg·m/12000rpmを発揮する。外見上の特徴として、標準モデルはリアシート後方にグラブバーが装着されている。スポーツプロダクション仕様の輸出仕様は外見が国内仕様と同じであるが、スピードメータ等で見分けることが出来る。レーサーレプリカブームで他社レーサーレプリカと同じようにZXR400も1991年にフルモデルチェンジ、1990年・1993年・1994年にマイナーチェンジを行い、性能を向上させた。

#### 型式：ZX400-H1・H2
1989年にZX-4よりフルモデルチェンジし型式はH1。よりレースに特化した仕様に変更されている。フルモデルチェンジに伴い下記の特徴がある。
- エンジン：ZX-4のエンジン(水冷4サイクルDOHC16バルブ直列4気筒エンジンでカムチェーンを右側に配置したもの)を基本にし、よりレースを意識した仕様に変更し、オイルクーラの採用により冷却系統を強化している
- 吸気：ダウンドラフトキャブレター(ケーヒンCVKD32)の採用(伸びのある高回転域の実現、吸気抵抗を抑え燃焼室への充填効率向上の実現)
- 排気：エキゾーストシステムは4-2-1を採用。
- フレーム：アルミ製ツインチューブ式のE-BOXフレームを採用し、スイングアームもアルミ製でスタビライザーにより補強されたものの採用
- カウリング：空力特性に優れたカウリングの採用、ダブルレンズのヘッドライトの採用
- サスペンション：フロントには、高剛性の倒立式フロントフォーク(ネジ式無段階プリロードアジャスタ、12段階伸側減衰力調整機構を搭載)の採用、リアには別体式リザーブタンク付きリアサスペンション(ネジ式無段階プリロードアジャスタ、4段階伸側減衰力調整機構を搭載)でリンク機構はユニトラック式の採用
- ブレーキ：フロントには、⌀300のフローティングディスクでトキコ製4POT対向式キャリパーの採用、リアにはフルフローティング式ブレーキシステムの採用

1990年にマイナーチェンジを受け型式がH2になった。エンジン・車体の変更点は下記である。
- エンジン：カムシャフト、バルブスプリング、ピストン、ラジエター(大型の湾曲型に変更)、オイルクーラの変更、バックトルクリミッターの新採用(K-BATL：カワサキバックトルクリミッター)
- 吸気：キャブレタの変更
- フレーム：スイングアームの変更(KIS-ARM：カワサキアイソストレイン)
- サスペンション：フロントフォーク、リアサスペンション本体及びリンク比の変更

外観はほとんど変わっていないが、新規採用の機構やセッティングを変更して性能の向上を行っている。新規機構は下記による。
- K-BATL：急激なシフトダウン時のホッピングやロックを防ぐ機構
- KIS-ARM：スイングアームの形状を改めてスタビライザーを排除しつつ高剛性化と軽量化を実現した機構

このH2型からZXR400Rは専用パーツが増えている。

#### 型式：ZX400-L1・L2
1991年にフルモデルチェンジを受け型式がL1になった。エンジン、車体の変更点は下記である。

- エンジン：シリンダ、カムシャフト、カムチェーン、クランクシャフト、ギヤチェンジメカニズム、トランスミッションのギヤ比、ジェネレータカバーデザイン、ラジエータの変更
- 吸気：キャブレター、エアクリーナ、K-CASダクトの構造変更
- 電気：イグナイタ、パルジングコイルの変更
- フレーム：新設計アルミ製のダイヤモンドフレーム(プレス材のテーパー型ツインチューブでH2型と比べて約2kgの軽量化)、スイングアームの変更(15mm延長)
- カウリング：新デザインのスラントノーズカウル、ヘッドライトデザイン(ダブルレンズからシングルレンズのダブルバルブ)の変更
- サスペンション：フロントフォーク、リアサスペンション及びリンク比の変更
- ブレーキ：フロントブレーキディスク径(⌀300 → ⌀310)の変更
- ホイール：フロント、リアホイールの変更(デザインはほぼ同じ3本スポークホイールであるが、新設計になり軽量化されている)

エンジンは、熟成を進め中低速域を強化した。カウリングは、H1・H2型と比べて大幅に変更され空力特性を向上。乾燥重量が160kgとなりH2型と比べて2kg軽量化した。
1992年のL2型は、カラーチェンジのみ。

#### 型式：ZX400-L3・L4・L4A・L5・L9
1993年にマイナーチェンジを受け型式がL3になった。エンジン、車体の変更点は下記である。

- エンジン：シリンダヘッド、カムシャフト、バルブスプリング、ピストン、カムチェーンテンショナ、ギヤチェンジメカニズムの変更
- 吸気：キャブレタの変更(CVKD32→30)
- 電気：イグナイタの変更

1994年にマイナーチェンジを受け型式がL4になった。エンジン、車体の変更点は下記である。

- エンジン：インテーク側バルブ、シリンダ、カムチェーン、カムチェーンテンショナガイド、クランクシャフトの変更
- 吸気：キャブレタの変更
- 電気：イグナイタ、レギュレータの変更

エンジン出力規制により、L3型からパワー、トルクが下がった。 その分、低回転域を強化したエンジン特性となっている。エンジン、車体とも細かなリファインをL3、L4型で行っている。L4A型は、1993年にカワサキが鈴鹿8時間耐久レースでZXR-7により初優勝したことを記念し1994年に限定発売されたレプリカモデルである。1995年〜1998年のL5型、1999年〜2000年のL9型はカラーチェンジのみ。

### ZXR400R
ZXR400Rは1989年にZX-4からモデルチェンジし、TT-F3クラスのカワサキ・ワークスマシンZXR-4のレーサーレプリカとして発売されたZXR400のスポーツプロダクション仕様である。通常モデルのZXR400との違いは下記である。
- エンジン系統：作動角の大きなカムシャフト(ハイカム)、クロスミッションの採用
- 吸気系統：1990年のJ2モデルからケーヒンFCR(FVKD)キャブレターに変更
- サスペンション系統：1990年のJ2モデルからフロント・リアともフルアジャスタブルサスペンション
- 外装：FRP製一体型シングルシートカウル

当時盛んであったTT-F3・SS・SPクラスのレースで活躍した。特にエンジンカテゴリーで250cc2ストと400cc4ストにクラスが分かれてからは、400cc4ストクラスで最強の呼び声が高い。F3・SS・SPクラス向けのレーシングキットパーツは、今となっては希少な部品である。ZXR750、ZXR250は標準でラムエアシステムを採用していたが、ZXR400は採用していなかった。レーシングキットパーツでラムエアシステムを搭載させたレース仕様車のみラムエアシステムを搭載している。カラーはライムグリーンのみである。ZXR400同様、ZXR400Rも日本国外向けの輸出仕様がある。輸出仕様の後期型で65PS/13000rpm・3.6kg·m/12000rpmを発揮する。スポーツプロダクション仕様の輸出仕様は外見が国内仕様と同じであるが、スピードメータ等で見分けることが出来る。

#### 型式：ZX400-J1
1989年に通常モデルのZXR400(H1)と同時にデビュー。H1との違いはハイカム、クロスミッション、FRP製一体型シングルシートに変更されている点である。

#### 型式：ZX400-J2
1990年に通常のZXR400(H2)と同じくマイナーチェンジを受けた。H2との違いはハイカム、クロスミッション、加速ポンプ付き強制開閉式キャブレターのFCR(FVKD32)、フルアジャスタブル倒立フォーク(ネジ式無段階プリロードアジャスタ、12段階伸側・7段階圧側減衰力調整機構を搭載)、別体リザーバー付きリアサスペンションの採用(ネジ式無段階プリロードアジャスタ、4段階伸側・20段階圧側減衰力調整機構を搭載)、FRP製シングルシートに変更されている点である。

#### 型式：ZX400-M1、-M2
1991年に通常のZXR400(L1)と同じくマイナーチェンジを受け型式がM1になった。L1、L2との違いはハイカム、クロスミッション、加速ポンプ付き強制開閉FCR(FVKD32)、フルアジャスタブル倒立フォーク(ネジ式無段階プリロードアジャスタ、12段階伸側・7段階圧側減衰力調整機構を搭載)、別体リザーバー付きリアサスペンション(ネジ式無段階プリロードアジャスタ、4段階伸側・20段階圧側減衰力調整機構を搭載)、FRP製シングルシートに変更されている点である。1992年式はM2。

#### 型式：ZX400-M3、-M4、-M6
1993年に通常のZXR400(L3)と同じくマイナーチェンジを受け型式がM3になった。L型との違いはハイカム、クロスミッション、加速ポンプ付き強制開閉FCR(FVKD32)、フルアジャスタブル倒立フォーク(ネジ式無段階プリロードアジャスタ、12段階伸側・7段階圧側減衰力調整機構を搭載)、別体リザーバー付きリアサスペンション(ネジ式無段階プリロードアジャスタ、4段階伸側・20段階圧側減衰力調整機構を搭載)、FRP製シングルシートに変更されている点である。また、エンジンの部品については、小さな変更はあるものの基本的にM1、M2を引き継いでいる。その為、M3〜とL3〜でエンジン部品に違いがある。エンジン出力規制により、このモデルからパワー、トルクが59 PS、4.0kg·mから53PS、3.6kg·mになったが圧縮比は前モデルと同じである。(圧縮比は12.1)1994年のM4は、部品が変更されているが基本的にM3を引き継いでいる。1995年〜1998年もM4である。カラーのデザインチェンジを行った1999年〜2000年がM6である。

### ZXR750
カワサキZXR750は、1988年のカワサキ・ZXR-7スーパーバイク版の道路レプリカで、100から120馬力のパワーを持つ750ccのエンジンを搭載している。
審美的に極端な、非常に印象的な外観を持つこのバイクは、シングルシートカウルを取り付ける事が可能、積極的なライン、ダブルフロントラウンド光学、そしてタンクを横断することから始めて、シリンダーヘッド(Kawasakiクールエアシステム)のさらなる冷却のための新鮮な空気を提供する2つの特徴的なコンベアを備えた後尾が特徴。この特定の機能は、1993年まで後続のモデルによって維持された。
オートバイのフレームはアルミツインスパーである。
このスポーティな美学の下でGPX 750のそれによって触発され、4バルブがDOHCのカムによって直接作動する4気筒のインラインエンジンを隠す。
また、1993年のスーパーバイク世界選手権でスコット・ラッセルが王座を獲得した。また、TTF-1規定のZXR-7はラッセルとアーロン・スライトは1993年の鈴鹿8時間耐久ロードレースでも優勝した。